# MTV Video Music Awards Japan 2015
Die MTV Video Music Awards Japan 2015 wurden am 26. November 2015 in Tokio verliehen. Die Veranstaltung wurde von Verbal von der Band m-flo.

## Sieger und Nominierte
Die Nominierungen wurden am 2. Oktober 2015 verkündet. Anschließend durften die Fans über ein online Voting System abstimmen. Die Kategorien Best Rock Artist, Best Hip Hop Artist, Best R&B Artist, Best Dance Artist, Best Metal Artist, Best Creativity und Best Live Performance wurden von MTV bestimmt und erhielten keine Nominierungen.

### Video of the Year
Sandaime J Soul Brothers — Eeny, meeny, miny, moe!
- Gen Hoshino — SUN
- Namie Amuro — Birthday
- Doberman Infinity — INFINITY
- Pharrell Williams — Freedom
- Ariana Grande — Problem feat. Iggy Azalea
- OK Go — I Won't Let You Down
- Years & Years — King
- Momoiro Clover Z vs Kiss — Yume no Ukiyo ni Saite Mina

### Best Male Video

#### Japan
Gen Hoshino — SUN
- AK-69 – The Throne
- AKLO – RGTO feat. SALU, H. TEFLON & K Dub Shine
- Ken Hirai – Sore Demo Shitai
- Miyavi – The Others

#### International
Pharrell Williams — Freedom
- Flying Lotus — Never Catch Me feat Kendrick Lamar
- Mark Ronson — Uptown Funk feat Bruno Mars
- Kendrick Lamar — King Kunta
- Sam Smith — I'm Not the Only One

### Best Female Video

#### Japan
Namie Amuro — Birthday
- Rina Katahira – Kemutai
- Koda Kumi – Walk of My Life
- Ringo Sheena – Nagaku Mijikai Matsuri
- Superfly – On Your Side

#### International
Ariana Grande — Problem feat. Iggy Azalea
- Carly Rae Jepsen — I Really Like You
- Madonna — B**ch I'm Madonna feat. Nicki Minaj
- Sia — Chandelier
- Taylor Swift – Blank Space

### Best Group Video

#### Japan
J Soul Brothers from EXILE TRIBE - Eeny, meeny, miny, moe
- One Ok Rock – Mighty Long Fall
- Perfume – Pick Me Up
- Sakanaction – Shin Takarajima
- Sekai no Owari – Anti-Hero

#### International
OK Go — I Won't Let You Down
- The Chemical Brothers — Go
- Imagine Dragons — I Bet My Life
- Maroon 5 — Sugar
- Muse — Dead Inside

### Best New Artist Video

#### Japan
Doberman Infinity – Infinity
- Awesome City Club – 4 gatsu no March
- Charisma.com – Otsubone Rock
- The fin. – Night Time
- Sakura Fujiwara – Walking on the Clouds

#### International
Years & Years — King
- FKA Twigs — Two Weeks
- James Bay — Hold Back The River
- Jess Glynne — Hold My Hand
- Royal Blood — Figure It Out

### Best Collaboration
Momoiro Clover Z with Kiss – Yume no Ukiyo ni Saitemina
- Basement Jaxx – Back 2 the Wild (Japanese Ver.) feat. Team Syachihoko
- Flower – Dreamin’ Together feat. Little Mix
- Man with a Mission x Zebrahead – Out of Control
- Owl City – Tokyo (feat. Sekai no Owari)

### Best Rock Artist
VAMPS

### Best Hip Hop Artist
AK-69

### Best R&B Artist
Daichi Miura

### Best Dance Artist
Perfume

### Best Metal Artist
Babymetal

### Best Creativity
Namie Amuro

### Best Live Performance
Basement Jaxx with Team Syachihoko

### Next Break Artist
Beat Buddy Boi
- 04 Limited Sazabys – Terminal
- AISHA – CANDY LOVE
- Akasick – CG Gal
- Aono Saho – Once in a Lifetime
- Alaha Meiri – 21 ANTHEM
- Beat Buddy Boi – come again
- banvox – Summer
- Berry Goodman – Light Stand
- DAOKO – Kakete Ageru
- GLIM SPANKY – Otona ni Nattara
- Hanae – Kamisama no Kamisama
- KIRA – Nadeshiko Soul
- Kirishima Nodoka – Kaze
- lol – fire!
- Natsume Mito – Maegami Kirisugita (Genchou Version)
- MY FIRST STORY – ALONE
- Saku – START ME UP
- Saue to Nakae – SO.RE.NA
- SPiCYSOL – AWAKE
- Yup’in – Humanity